# Liste der Geotope im Landkreis Northeim
Die Liste der Geotope im Landkreis Northeim enthält die Geotope im Landkreis Northeim in Niedersachsen. Einige dieser Geotope stehen zugleich als Naturdenkmal (ND), Landschaftsschutzgebiet (LSG), Naturschutzgebiet (NSG) oder Teil von diesen unter Schutz.

## Liste
| Geotop-Nr. | Bezeichnung                                                                                           | Ort                                                                                 | Bemerkung | Koordinaten                     | Bild |
| ---------- | --- | ----------------------------------------------------------------------------------- | --- | ------------------------------- | --- |
| 4124/02    | Tertiärblock                                                                                          | bei 1,1 km an der Straße nach Avendshausen nach Vardeilsen (Straßengraben), Einbeck | Gesteine. Länge 3 m, Breite 2,5 m. Stratigraphie: Tertiär. Petrographie: Quarzit. ehemaliges Naturdenkmal ND-NOM 217 | 51° 50′ 31,9″ N, 9° 47′ 38″ O   | Tertiärblock bei Einbeck                                                                                        |
| 4125/01    | Münder Mergel, Gipsstein mit Steinbruch, Erdfällen, Gipsstein-Karsthügeln, Bachschwinden, Karstquelle | Einbeck                                                                             | Gestein, Erdfälle, Bachschwinde, Karstquelle. Länge 600 m, Breite 300 m, Höhe 8 m. Stratigraphie: Jura, Malm bis Oberer Jura, Münder Mergel. Petrographie: im weißgräulichen Gipsstein sind braune-dunkelbraune Gipskristalle (idiomorphe Augengipskristalle). | 51° 53′ 35,5″ N, 9° 51′ 4″ O    | |
| 4125/02    | Luhbachquelle                                                                                         | bei Greene                                                                          | Quelle. Länge 10 m, Breite 10 m, Form Quelltopf. Stratigraphie: Quartär. ehemaliges Naturdenkmal ND-NOM 191 | 51° 51′ 49″ N, 9° 54′ 30,2″ O   | Luhbachquelle                                                                                                   |
| 4125/06    | Ehem. Buntsandsteinbruch                                                                              | am Klus-Berg, E Einbeck                                                             | Aufschluss, Gesteine. Länge 60 m, Höhe 25 m. Stratigraphie: Trias-Mittlerer Buntsandstein, Solling-Folge. Petrographie: 2 m mächtige Bänke aus feinkörnigem roten Sandstein häufig diskordante Parallelstruktur. im Naturschutzgebiet NSG-BR0 68 „Altendorfer Berg“                                                                                                  | 51° 49′ 1,2″ N, 9° 54′ 10,8″ O  | |
| 4125/07    | Steinbruch im Oberen Muschelkalk im NSG Altendorfer Berg                                              | am Altendorfer-Berg SW-Bereich des Altendorfer-Berges, E Einbeck                    | Aufschluss, Gesteine. Länge 30 m, Höhe 6 m, Fläche 100,0 ha. Stratigraphie: Trias-Oberer Muschelkalk. Petrographie: besonders fossilreich ausgebildete Kalksteine des mo1 (Trochitenkalk), weißliche Spaltungsflächen. im Naturschutzgebiet NSG-BR0 68 „Altendorfer Berg“                                                                                            | 51° 49′ 4,8″ N, 9° 54′ 3,6″ O   | |
| 4125/11    | Naturwerkstein-Pflasterung der Hube-Chaussee                                                          | ca. 4 km N Einbeck                                                                  | geowissenschaftliche, (kultur-)historische Objekte. Länge 600 m. Petrographie: Pflastersteine aus Naturwerkstein der Terebratelbänke des Unteren Muschelkalks (muT). im Naturschutzgebiet NSG-BR0 68 „Altendorfer Berg“ | 51° 50′ 57,1″ N, 9° 52′ 23,9″ O | |
| 4126/01    | Kalksteinserien des Kimmeridge und Korallenoolith, ehem. Steinbruch                                   | Bad Gandersheim                                                                     | Gesteine. Länge 70 m, Breite 60 m, Höhe 20 m, Fläche 2000 m². Stratigraphie: Jura, Kimmeridge (Korallenoolith). Petrographie: Kalksteine mit Ooiden, Feinschill, Intraklasten, gradierte Schichtung, Konglomerate, Pflanzenreste, Mergel mit Echinidenstacheln. | 51° 51′ 55,8″ N, 10° 6′ 50,8″ O | |
| 4126/02    | Jura-Vorkommen am Kahlberg mit Klippen des Korallenoolith                                             | Kalefeld                                                                            | Gesteine, Richtprofil. Länge 3500 m, Breite 1500 m, Höhe 6 m. Stratigraphie: Jura, Malm. Petrographie: Kalksteine, Dolomit- und Kalkmergelsteine des Korallenooliths, Kimmeridge, Gigas-Schichten, z. T. fossilreiche Mergelkalke. | 51° 49′ 30,4″ N, 10° 5′ 21,5″ O | |
| 4126/03    | Quelle im Buntsandstein                                                                               | bei Kalefeld                                                                        | Tümpelquelle. Quelltopf. Länge 4 m, Breite 2 m. Stratigraphie: Trias-Buntsandstein. | 51° 48′ 12,6″ N, 10° 0′ 52,6″ O | |
| 4223/03    | NSG Friedrichshäuser Bruch                                                                            | Gemeindefreies Gebiet Solling, ca. 2,5 km östlich Silberborn                        | Niedermoor, Hangmoor. Länge 750 m, Breite 300 m, Fläche 26,0 ha. Stratigraphie: Quartär-Holozän. Naturschutzgebiet NSG-BR 029 „Friedrichshäuser Bruch“ | 51° 45′ 55,1″ N, 9° 35′ 33,7″ O | |
| 4225/04    | Ducksteinquelle                                                                                       | NW Moringen, NE Lutterbeck                                                          | Quelle. Stratigraphie: Quartär. Naturdenkmal ND NOM-MO 1 | 51° 43′ 37,6″ N, 9° 50′ 56″ O   | Kalktuffstein an der Ducksteinquelle                                                                            |
| 4226/01    | Fossilfundstelle Willershausen, ehem. Tongrube                                                        | Willershausen, NE Rand, Kalefeld                                                    | Fossilien. Fläche ca. 5,2 ha. Stratigraphie: Tertiär (Pliozän) oder Miozän. Petrographie: Typlokalität für die pliozäne Flora/Fauna in Mitteleuropa Subrosion von Zechstein-Salinar, Teich mit O2-arme Bodenlösung entstehen. Sediment: Sand, heller und dunkler Ton mit calcitischem und dolomitischem Bindemittel. Naturdenkmal ND NOM-KA 5; in Naturschutzgebiet. | 51° 47′ 4,6″ N, 10° 6′ 49,3″ O  | |
| 4323/01    | Basaltergüsse, ehem. Steinbruch (im Amelith-Nienover-Graben)                                          | 2,5 km SSW Schönhagen, Bodenfelde                                                   | Basaltergüsse. Länge 1000 m, Breite 200 m, Höhe 40 m. Stratigraphie: Tertiär. Petrographie: nördlichster Anläufer tertiären Vulkanismus der hessischen Senke. im Landschaftsschutzgebiet LSG-NOM 11 | 51° 39′ 32,8″ N, 9° 32′ 47,4″ O | |
| 4323/06    | Altpleistozäne Weserkiese, ehem. Kiesgrube                                                            | ca. 1,5 km NW Wahmbeck, gemeindefreies Gebiet Solling                               | Lagerungsverhältnisse. Länge 75 m, Höhe 5 m. Stratigraphie: Quartär. im Landschaftsschutzgebiet LSG-NOM 11 | 51° 38′ 17,2″ N, 9° 30′ 27,7″ O | |
| 4324/02    | Hardegsen-Folge u. Basisschichten der Solling-Folge, ehem. Steinbruch                                 | an der Niedeck, 250 m SW Bahnhof Hardegsen                                          | Richtprofil, Lagerungsverhältnisse. Länge 80 m, Höhe 30 m; U-förmig nach W geöffnet. Stratigraphie: Trias-Buntsandstein. Petrographie: Mittlerer Buntsandstein (Hardegsen-Folge und Basisschichten der Solling-Folge). | 51° 39′ 24,5″ N, 9° 49′ 13,8″ O | |
| 4324/03    | Bausandstein der Sollingfolge, Steinbruch an der Hünscheburg                                          | 300 m NW Bahnhof Hardegsen                                                          | Richtprofil, Rippelmarken, Schrägschichtung. Länge 120 m, Höhe 45 m. Stratigraphie: Trias-Buntsandstein. Petrographie: Mittlerer Buntsandstein, Bausandstein der Sollingfolge; Wurmspuren, Pflanzenreste, Wirbeltierreste. Merkmale der Sedimentologie: Rippelmarken, Schrägschichtung, Trockenrisse.                                                                | 51° 39′ 42,5″ N, 9° 49′ 12″ O   | Landschaftsschutzgebiet Solling – Ehemaliger Steinbruch Hünscheburg bei Hardegsen – Mittlerer Buntsandstein (4) |
| 4324/05    | Tertiärrelikt in Subrosionssenke mit Buntsandsteinscholle, ehem. Sandgrube                            | 1 km SE Verliehausen, Uslar                                                         | Richtprofil, Erdfall. Länge 100 m. Stratigraphie: Trias bis Tertiär. Petrographie: Tertiärrelikt vermutlich in einem Erdfall oder einer Subrosionssenke erhalten; in Umgebung: Hardegsen-Folge, am Rand Solling-Folge; Einbruch des Erdfalls vor flächenhafter Abtragung der Solling-Folge.                                                                          | 51° 36′ 20,2″ N, 9° 40′ 35,8″ O | |
| 4325/05    | Knickfalten, Flexuren, ehem. Steinbruch                                                               | am Wieterkamm B3 Northeim-Sudheim, nach 1,5 km N Straße, SE Sudheim                 | Geotoptyp: Knickfalte/Flexur. Stratigraphie: Trias-Unterer Muschelkalk. Petrographie: Kalkstein bis Kalkmergelstein des höheren Unteren Muschelkalks, am W-Rand Dolomitmergelstein des Mittleren Muschelkalks, stark gestörte Lagerung des mu, steil, stehender mm.                                                                                                  | 51° 39′ 37,8″ N, 9° 59′ 48,8″ O | |
| 4326/01    | Sandsteinköpfe                                                                                        | bei Sudershausen (ca. 1,25 km N) Flecken Nörten-Hardenberg                          | Geotoptyp: Kuppe. Stratigraphie: Trias-Buntsandstein. Petrographie: Sandsteinkuppen (wenige m herausragend) mit wenigen dm hohen Sandsteinfelsen darüber. ehem. Naturdenkmal ND-NOM 37. | 51° 38′ 34,8″ N, 10° 1′ 29,6″ O | |